# Іліє Дамашкан
Іліє Дамашкан (рум. Ilie Damașcan, нар. 12 жовтня 1995, Сороки) — молдовський футболіст, півзахисник клубу «Зімбру».
Виступав, зокрема, за клуб «Зімбру», а також молодіжну збірну Молдови.
Дворазовий володар Кубка Молдови. Володар Суперкубка Молдови.

## Клубна кар'єра
Народився 12 жовтня 1995 року в місті Сороки. Вихованець юнацьких команд футбольних клубів «С Сорока» та Zimbru.
У дорослому футболі дебютував 2014 року виступами за команду «Зімбру», в якій провів п'ять сезонів, взявши участь у 84 матчах чемпіонату. 
Згодом з 2019 по 2022 рік грав у складі команд «Бананц», «Петрокуб», «Туррис Турну Магуреле», «Фарул», «Уніря» (Констанца) та «Сфинтул Георге».
До складу клубу «Зімбру» приєднався 2022 року. Станом на 11 серпня 2023 року відіграв за кишинівський клуб 20 матчів в національному чемпіонаті.

## Виступи за збірні
У 2013 році дебютував у складі юнацької збірної Молдови (U-19), загалом на юнацькому рівні взяв участь у 8 іграх, відзначившись 3 забитими голами.
Протягом 2015–2016 років залучався до складу молодіжної збірної Молдови. На молодіжному рівні зіграв у 10 офіційних матчах, забив 1 гол.

## Титули і досягнення
- Володар Кубка Молдови (2):

«Зімбру»: 2013-2014
«Петрокуб»: 2019-2020
- Володар Суперкубка Молдови (1):

«Зімбру»: 2014